# Salir pitando
Salir pitando es una película española de 2007.

## Argumento
José Luis Ratón Pérez (Guillermo Toledo) es un árbitro de Primera división, que vuelve a dirigir un partido tras meses de baja por depresión tras ser acusado de "casero". Además, acaba de descubrir que su exmujer está saliendo con otro hombre.
Pero el encuentro, entre el Recreativo de Huelva y el Valencia CF, es el más importante del año y va a decidir si el Decano va a la UEFA, o si el Valencia gana la Liga. Todo se va a complicar con un desastroso viaje a Huelva, previo paso accidentado por Granada, junto con sus dos amigos y asistentes para poder realizar su trabajo.

## Curiosidades
- La película fue estrenada el 21 de septiembre de 2007 en toda España y el 11 de septiembre de ese mismo año se preestrenó en la ciudad de Huelva.
- Parte de las escenas de la película se rodaron en el estadio Nuevo Colombino durante un partido real de la Liga Española entre el Recreativo de Huelva y el Valencia CF.
- La historia está basada en una polémica arbitral real de un partido de fútbol (Rafa Guerrero) entre el Real Zaragoza y el FC Barcelona años atrás.

## Reparto
| Intérprete          | Personaje                |
| ------------------- | ------------------------ |
| Guillermo Toledo    | José Luis                |
| Javier Gutiérrez    | Rafa                     |
| Antonio de la Torre | Juanfran                 |
| Nathalie Poza       | Yolanda                  |
| Lidia Navarro       | Eva                      |
| Josep Compte        | Verguilla                |
| Íñigo Navares       | Jorge                    |
| Ales Furundarena    | Echevarría               |
| Sebastián Haro      | Alfredo                  |
| Chiqui Fernández    | Alicia                   |
| Raúl Tejón          | Hincha Valencia          |
| Joshean Mauleón     | Mariano                  |
| Paco Churruca       | Piloto                   |
| Rafael Martín       | Conductor Autobús        |
| Alex O'Dogherty     | Murillo                  |
| Rubén Escamilla     | Hincha Valencia 2        |
| Jimmy Barnatán      | Paco                     |
| Pablo Rivero        | Mecánico                 |
| Cristina Alcázar    | Empleada Facturación     |
| Francés Cerrato     | Mujer Discoteca          |
| Ángel Jordá         | Conductor Furgoneta      |
| Álvaro Roig         | Otorrino                 |
| Xenia Tostado       | Empleada Alquiler Coches |
| Rafael Longoria     | Camarero Bar Granada     |
| Carmen Martínez     | Señora Mayor             |
| Antonio Requena     | Conductor Coche          |
| Nerea Moreno        | Mujer Guardia Civil      |
| Amaranta Osorio     | Empleada Aerotaxi        |
| Isabel Pintor       | Cliente Mujer            |
| Antonio Pagudo      | Cliente Hombre           |
| Víctor Gil          | Conductor Taxi Granada   |
| Ramiro Alonso       | Conductor Camión         |
| Manolo Lama         | Manolo Lama              |
| J.J. Santos         | J.J. Santos              |
| Antonio Romero      | Antonio Romero           |
| Rafa Sahuquillo     | Rafa Sahuquillo          |
| Lucas Fuica         |                          |